# Vita spericolata
Vita spericolata è una canzone del cantautore italiano Vasco Rossi presentata per la prima volta nel 1983 al XXXIII Festival di Sanremo dove si classificò al penultimo posto. Scritta da Rossi per il testo e da Tullio Ferro per la musica, fu pubblicata come 45 giri insieme a Mi piaci perché e inserita nell'album Bollicine nello stesso anno.

## Descrizione
È una delle canzoni italiane più conosciute dai giovani ed è stata ripresa da numerosi artisti tra cui Francesco De Gregori che la inserì nel suo album Il bandito e il campione che vendette 500 000 copie e Massimo Ranieri nell'album Canto perché non so nuotare...da 40 anni. Anche Gino Paoli in una successiva versione termina la sua Quattro amici con l'inciso di Vita spericolata, cantato per l'occasione dallo stesso Vasco.
Esiste anche una versione inglese della canzone cantata da Tullio Ferro, coautore di questa e di altre canzoni di Vasco Rossi e di Lucio Dalla.
Il brano, nella sua prima stesura, doveva essere dedicato ad una ragazza di nome Licia. Il riferimento al Roxy Bar è un omaggio ai versi di Che notte di Fred Buscaglione. L'ispirazione del testo venne a Vasco Rossi durante un pomeriggio piovoso a Cagliari, nelle ore precedenti a un concerto nell'estate del 1982. Il Roxy Bar accennato nella canzone fu il titolo di un famoso programma di Red Ronnie trasmesso negli anni novanta da Videomusic.